# Torrella
Torrella es un municipio de la Comunidad Valenciana, España. Perteneciente a la provincia de Valencia, en la comarca de La Costera.

## Geografía

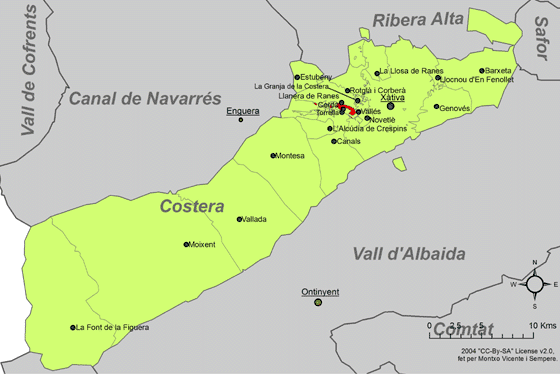
imaageninferior_pie = Localización en la comarca de La Costera

Su término es de reducidas proporciones y el relieve es casi llano y sólo merecen ser destacados la Loma Vella y el barranco de la Hoya. El suelo es calizo en las zonas más elevadas, y sedimentario cuaternario en las partes más produndas. El clima es de tipo mediterráneo.

### Localidades limítrofes
El término municipal de Torrella limita con las siguientes localidades:
Canals, Cerdá, La Granja de la Costera, Játiva, Llanera de Ranes, Novelé y Vallés, todas ellas de la provincia de Valencia.

## Historia

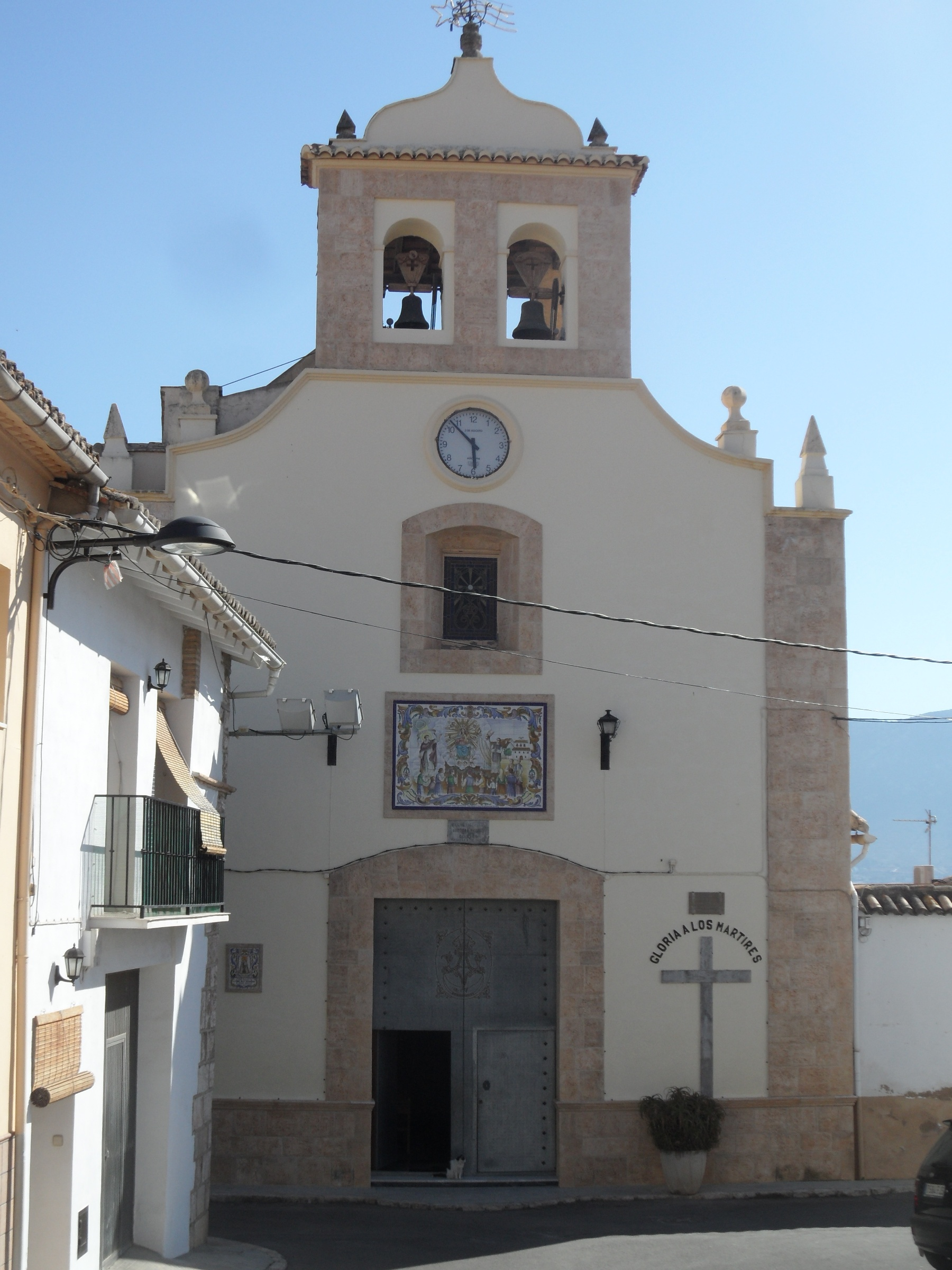
Iglesia parroquial.

Los orígenes de población documentada en el municipio se remontan a la época islámica. Después de la Reconquista por el rey Jaime I, la alquería musulmana pasa a ser territorio de Játiva. En el "Llibre del Repartiment" (Libro del Reparto) se hace donación de este territorio a "Petrus Torrelles", de donde proviene el nombre de Torrella, la cual adquirió su independencia de Játiva a principios del siglo XIX.

## Demografía
Torrella cuenta con una población de 150 habitantes (INE 2024).
| Gráfica de evolución demográfica de Torrella entre 1842 y 2021                                                      |
| |
| Población de derecho según los censos de población del INE Población de hecho según los censos de población del INE |

## Economía
Su economía es básicamente agraria. La superficie cultivada está dedicada en regadío a naranjos y hortalizas y dentro del secano se encuentran, olivos, viñedos, almendros y algarrobos.
La comercialización de las naranjas constituye la principal fuente de ingresos para los habitantes de Torrella.

## Administración y política
| Periodo   | Nombre                     | Partido   |
| --------- | -------------------------- | --------- |
| 1979-1983 | Vicente Martínez Climent   | PP        |
| 1983-1987 | Vicente Martínez Climent   | PP        |
| 1987-1991 | Vicente Martínez Climent   | PP        |
| 1991-1995 | Vicente Martínez Climent   | PP        |
| 1995-1999 | Vicente Martínez Climent   | PP        |
| 1999-2003 | Vicente Martínez Climent   | PP        |
| 2003-2007 | Francisco Moreno Gayá      | PSPV-PSOE |
| 2007-2011 | Francisco Moreno Gayá      | PSPV-PSOE |
| 2011-2015 | Francisco Moreno Gayá      | PSPV-PSOE |
| 2015-2019 | Francisco Moreno Gayá      | PSPV-PSOE |
| 2019-2023 | José Vicente Segarra Terol | AITOR     |

## Patrimonio
- Iglesia parroquial. Del siglo XVIII.
- 'Puerta de la Huerta
- Puerta del Cementerio Vello.
- Pouet de San Vicente.
- Mirador de la Costera.

## Fiestas
- Fiestas Patronales. Celebra sus fiestas patronales en abril, la semana siguiente a la Semana Santa, en honor al Santísimo Cristo del Monte Calvario, la Virgen de los Ángeles y San Vicente Ferrer.
- 2 de agosto. En honor a la Virgen de los Ángeles.